# ビエルスキ・パルチザン
ビエルスキ・パルチザン（Bielski partisans）とは、第二次世界大戦中、ナチス・ドイツ占領下のポーランド東部（現在のベラルーシ西部フロドナ州ナヴァフルダク周辺）でビエルスキ兄弟を中心に組織され、同胞のユダヤ人を救出したパルチザンを指す。ポーランドでユダヤ人狩りを生き延びたビエルスキ家の4人兄弟（トゥヴィア、ジュス、アザエル、アーロン）によって結成され、戦後まで約1200人のユダヤ人の共同体を隠れて維持し続けたという。
ポーランド国内では、「ユダヤ人を守った英雄」とも、「ロシア・パルチザンと組んでポーランドの非ユダヤ人から物資を略奪した強盗団」という見方も存在する。
ネハマ・テクは1993年にビエルスキ兄弟のユダヤ人救出の物語を小説に描いた。この小説はエドワード・ズウィック監督により小説と同じ『ディファイアンス』というタイトルで映画化され、2008年に公開された。